# Carlos Villegas
Carlos Arturo Villegas Retana (La Aurora, Heredia, Costa Rica, 3 de marzo de 1999) es un futbolista costarricense que juega como interior derecho en el Municipal Grecia de la Primera División de Costa Rica.

## Trayectoria

### Deportivo Saprissa
Carlos Villegas es cantera del Deportivo Saprissa y fue promovido al plantel absoluto a partir de enero de 2017, bajo las órdenes del entrenador Carlos Watson. Estuvo en su primera convocatoria el 8 de enero por el inicio del Campeonato de Verano contra San Carlos en el Estadio Carlos Ugalde, quedándose en la suplencia mientras que el marcador fue con derrota de 1-0. Realizó su debut en la máxima categoría el 8 de febrero, en el compromiso que enfrentó a Belén (derrota 0-1) en condición de local. En esa oportunidad sustituyó al brasileño Anderson Leite al minuto 69'. El 28 de febrero su equipo quedó eliminado en cuartos de final de la Liga de Campeones ante el Pachuca de México. El 21 de mayo se conformó con el subcampeonato de liga tras perder la final frente al Herediano. Finalizó su primer torneo con seis participaciones.
El 28 de febrero de 2018, Villegas salió del país para realizar una pasantía en marzo con el equipo Sub-20 del Grêmio de Brasil. El 20 de mayo se proclama campeón del Torneo de Clausura al vencer a Herediano en los penales.
El 5 de septiembre de 2018, logra marcar su primer gol en la máxima categoría sobre Limón al minuto 70, para abrir el camino de la victoria de los morados por 4-0.

### Municipal Grecia
El 7 de enero de 2019, Villegas salió a préstamo para incorporarse al Municipal Grecia. Se estrenó como griego el 16 de enero por la segunda fecha del Torneo de Clausura contra el Herediano (victoria 2-3), partido en el que ingresó de cambio al comienzo del segundo tiempo por Frank Zamora.
Hizo su primer gol para el equipo el 29 de septiembre de 2019, en la igualdad a un tanto frente a San Carlos. El 30 de noviembre, el club griego anunció la salida de Villegas debido al fin de su préstamo. Estuvo previsto su regreso a Saprissa para el Torneo de Clausura 2020, pero fue cedido de nuevo a Grecia para disputar esta competición.

### Puerto Golfito F. C.
Villegas jugó el Torneo de Apertura 2020 en el equipo de Puerto Golfito en la Segunda División. Debutó el 31 de agosto con gol sobre Aserrí que significó el triunfo por 0-1. Hizo un nuevo tanto el 22 de noviembre por la ida de los cuartos de final ante Barrio México. Su club se abrió paso en las series hasta alcanzar la final. Carlos participó en los dos duelos frente a Guanacasteca, sin embargo no pudo alzarse con el título. Cerró su participación con trece apariciones y convirtió dos goles.

### Limón F. C.
El 21 de enero de 2021, Carlos retorna a la máxima categoría al firmar con Limón para disputar el Torneo de Clausura. Realizó su debut ese mismo día como titular en la totalidad de los minutos de la derrota por 2-0 ante Jicaral. Concretó el primer gol de la campaña el 2 de febrero para guiar a su club al triunfo de 0-1 sobre Sporting. Villegas fue uno de los destacados del cuadro limonense al aportar cinco anotaciones en diecinueve presentaciones. El 25 de mayo su equipo pierde la categoría al caer derrotado en la serie por la permanencia contra Sporting.

### Deportivo Saprissa
El 28 de julio de 2021, el Deportivo Saprissa oficializa el fichaje de Villegas firmándolo hasta mayo de 2024. Fue presentado en conferencia de prensa el 12 de agosto con la dorsal «17». Hizo su debut en el Torneo de Apertura hasta la decimoquinta fecha de local contra Guadalupe. Carlos entró de cambio por Daniel Colindres y participó los últimos doce minutos de la victoria por 4-0. Su primer gol de la campaña lo realizó el 20 de noviembre sobre Sporting para concluir el triunfo de 5-1. El conjunto morado finalizó la competencia con el subcampeonato. Villegas contabilizó once presencias, convirtió un gol y puso una asistencia.
El 16 de enero de 2022, enfrentó su primer partido por el Torneo de Clausura, en el compromiso que cayó su equipo por 1-2 de local contra San Carlos. El jugador gozó 83 minutos de acción antes de salir de cambio por Warren Madrigal. Hizo su primer gol el 2 de marzo de cabeza sobre Jicaral (1-1).

## Selección nacional

### Categorías inferiores
El 22 de octubre de 2018, el atacante fue seleccionado por Breansse Camacho para jugar el Campeonato Sub-20 de la Concacaf. Debutó el 1 de noviembre jugando los últimos veintidós minutos de la victoria de goleada por 5-0 sobre Bermudas. Fue suplente en los triunfos ante Barbados (2-0) y Haití (1-0). Concretó sus primeros dos goles de la competencia sobre Santa Lucía (0-6). Con el empate 1-1 contra Honduras y la derrota 4-0 frente a Estados Unidos, el conjunto costarricense quedó eliminado de optar por un cupo al Mundial de Polonia 2019.

#### Participaciones en juveniles
| Competición                           | Sede           | Resultado | Partidos | Goles |
| ------------------------------------- | -------------- | --------- | -------- | ----- |
| Campeonato Sub-20 de la Concacaf 2018 | Estados Unidos | Eliminado | 4        | 2     |

## Estadísticas

### Clubes
Actualizado al último partido jugado el 22 de junio de 2022.
| Deportivo Saprissa Costa Rica |               |               |    |    |   |   |   |    |    |    |
| 1.ª | 2016-17       | 6             | 0  | —  | — | 0 | 0 | 6  | 0  |    |
| 1.ª | 2017-18       | 1             | 0  | —  | — | 0 | 0 | 1  | 0  |    |
| 1.ª | 2018-19       | 5             | 1  | —  | — | — | — | 5  | 1  |    |
| Total club | Total club    | 12            | 1  | —  | — | 0 | 0 | 12 | 1  |    |
| Municipal Grecia Costa Rica |               |               |    |    |   |   |   |    |    |    |
| 1.ª | 2018-19       | 10            | 0  | —  | — | — | — | 10 | 0  |    |
| 1.ª | 2019-20       | 13            | 1  | —  | — | — | — | 13 | 1  |    |
| Total club | Total club    | 23            | 1  | —  | — | — | — | 23 | 1  |    |
| Puerto Golfito F. C. Costa Rica |               |               |    |    |   |   |   |    |    |    |
| 2.ª | 2020-21       | 13            | 2  | —  | — | — | — | 13 | 2  |    |
| Total club | Total club    | 13            | 2  | —  | — | — | — | 13 | 2  |    |
| Limón F. C. Costa Rica |               |               |    |    |   |   |   |    |    |    |
| 1.ª | 2020-21       | 19            | 5  | —  | — | — | — | 19 | 5  |    |
| Total club | Total club    | 19            | 5  | —  | — | — | — | 19 | 5  |    |
| Deportivo Saprissa Costa Rica |               |               |    |    |   |   |   |    |    |    |
| 1.ª | 2021-22       | 30            | 2  | 0  | 0 | 1 | 0 | 31 | 2  |    |
| Total club | Total club    | 30            | 2  | 0  | 0 | 1 | 0 | 31 | 2  |    |
| Total carrera | Total carrera | Total carrera | 97 | 11 | 0 | 0 | 1 | 0  | 98 | 11 |
| (1) Incluye datos de la Supercopa de Costa Rica (2021). (2) Incluye datos de la Liga de Campeones de la Concacaf (2017-22) / Liga Concacaf (2021). (3) No incluye goles en partidos amistosos. |               |               |    |    |   |   |   |    |    |    |

## Palmarés

### Títulos nacionales
| Título                         | Club               | País       | Año  |
| ------------------------------ | ------------------ | ---------- | ---- |
| Primera División de Costa Rica | Deportivo Saprissa | Costa Rica | 2018 |
| Supercopa de Costa Rica        | Deportivo Saprissa | Costa Rica | 2021 |
| Primera División de Costa Rica | Deportivo Saprissa | Costa Rica | 2022 |